# Экономика обмена
Экономика обмена — упрощенная формализованная микроэкономическая модель общего равновесия в экономике без производства. Экономика обмена характеризуется множеством потребителей, множествами их допустимых потребительских наборов, их предпочтениями и начальными запасами экономических благ. Экономики с производством благ рассматривается в модели Эрроу-Дебрё.

## Описание модели
Пусть {\displaystyle I=\{1,..,n\}} — множество потребителей, {\displaystyle X_{i}} — множества допустимых потребительских наборов {\displaystyle x_{i}}, где {\displaystyle i\in I}. Потребительские наборы представляют собой {\displaystyle k}-мерные векторы, где {\displaystyle k} — количество благ в экономике. Обычно предполагается, что {\displaystyle X_{i}\subset R_{+}^{k}}.
В экономике обмена у потребителей имеются некоторые начальные запасы {\displaystyle x_{i}^{0}}. В результате обмена между потребителями их потребительские наборы меняются. Экономика предполагается замкнутой и без производства, поэтому сумма потребительских наборов после обмена не может превышать сумму первоначальных запасов. В простейшем случае предполагается их равенство:
{\displaystyle \sum _{i}x_{i}=\sum _{i}x_{i}^{0}}
Обмен осуществляется по некоторым ценам (одинаковым для всех сделок всех потребителей). Обозначим вектор цен {\displaystyle p}. Бюджетные множества {\displaystyle B_{i}(p,x_{i}^{0})} потребителей представляют допустимые наборы {\displaystyle x_{i}\in X_{i}}, удовлетворяющие следующим бюджетным ограничением:
{\displaystyle px_{i}\leqslant px_{i}^{0}=R_{i}}
где {\displaystyle R_{i}} — «доход» от (потенциальной) продажи начальных запасов.
Далее предполагается, что потребители совершают обменные операции исходя из своих предпочтений, а именно они выбирают те наборы {\displaystyle {\overline {x}}_{i}} из {\displaystyle B_{i}}, чтобы любые лучшие (в смысле их предпочтений) допустимые наборы не принадлежали бюджетному множеству, то есть:
{\displaystyle \forall x_{i}\in X_{i},x_{i}\succ {\overline {x}}_{i}=>x_{i}\notin B_{i}}
Если предпочтения описываются функцией полезности, то это формулируется как стандартная задача потребителя по максимизации полезности на бюджетном множестве:
{\displaystyle {\begin{cases}u_{i}(x_{i})\rightarrow \max _{x_{i}}\\x_{i}\in B_{i}(p,R_{i})\end{cases}}}
При любом векторе цен {\displaystyle p} выполнен так называемый закон Вальраса, который в данном случае можно записать как
{\displaystyle \sum _{i}R_{i}=p\sum _{i}x_{i}}
Непосредственно отсюда следует, что если хотя бы для одного потребителя бюджетное ограничение будет строгим {\displaystyle px_{i}<R_{i}}, то должен найтись хотя бы один потребитель для которого бюджетное ограничение нарушается, что недопустимо. Таким образом, фактически бюджетные ограничения всех потребителей будут выполнены со знаком равенства:
{\displaystyle px_{i}=R_{i}}
Решения задач потребителей позволяют определить функции (отображения) спроса {\displaystyle x_{i}(p)=x_{i}(p,R_{i})=x_{i}(p,px_{i}^{0})}. Функция (отображение) {\displaystyle E(p)=\sum _{i}(x_{i}(p)-x_{i}^{0})} называется функцией избыточного спроса в экономике обмена. Закон Вальраса через функцию избыточного спроса формулируется как
{\displaystyle pE(p)=0}

## Равновесие в экономике обмена
Равновесием по Вальрасу в экономике обмена называется равновесный вектор цен {\displaystyle {\overline {p}}} и совокупность потребительских наборов {\displaystyle {\overline {x}}_{i}}, таких, что каждый вектор {\displaystyle {\overline {x}}_{i}} является решением задачи i-го потребителя при ценах {\displaystyle {\overline {p}}} и доходе {\displaystyle R_{i}={\overline {p}}x_{i}^{0}}, причем выполнено тождество {\displaystyle \sum _{i}{\overline {x}}_{i}=\sum _{i}x_{i}^{0}}.
Можно показать, что если множество допустимых потребительских наборов включает в себя только неотрицательные наборы, предпочтения потребителей локально ненасыщаемы, непрерывны и строго выпуклы, начальные запасы всех потребителей строго положительны и существует хотя бы один потребитель с монотонными предпочтениями, то существует равновесие в экономике обмена с некоторым положительным вектором равновесных цен. Требование положительности запасов всех потребителей можно ослабить до положительности суммарных запасов, если дополнительно предположить, что предпочтения всех потребителей (а не только хотя бы одного) монотонны.